# Verwaltungsgemeinschaft Burgsinn
In der Verwaltungsgemeinschaft Burgsinn im unterfränkischen Landkreis Main-Spessart haben sich folgende Gemeinden zur Erledigung ihrer Verwaltungsgeschäfte zusammengeschlossen:
1. Aura i.Sinngrund, 947 Einwohner, 12,07 km²
2. Burgsinn, Markt, 2333 Einwohner, 51,31 km²
3. Fellen, 855 Einwohner, 34,34 km²
4. Mittelsinn, 850 Einwohner, 14,32 km²
5. Obersinn, Markt, 944 Einwohner, 11,69 km²

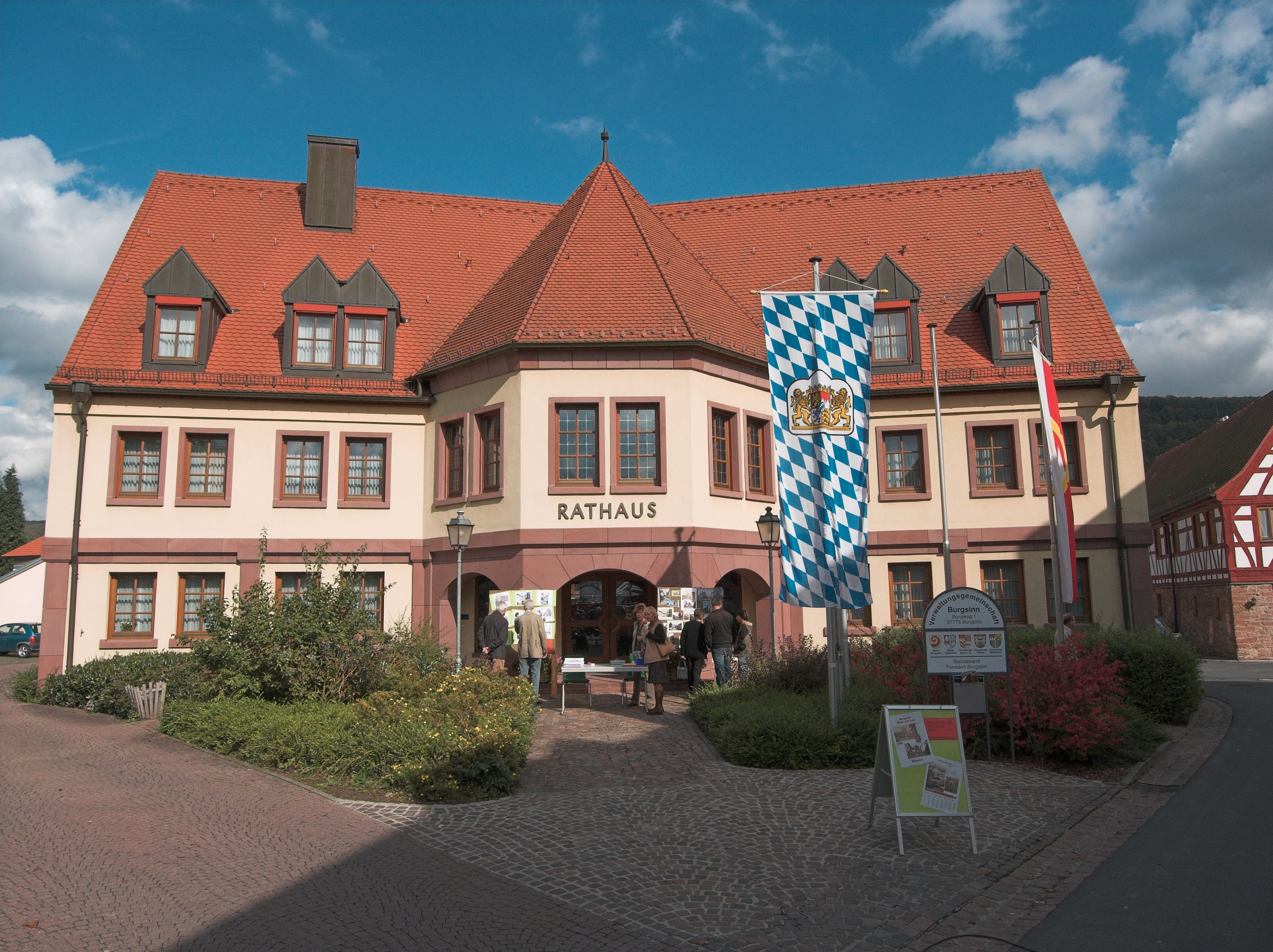
Das Rathaus in Burgsinn ist der Sitz der Verwaltungsgemeinschaft

Sitz der Verwaltungsgemeinschaft ist Burgsinn.